# Ветерница (пећина)
Ветерница је пећина која се налази на југозападним обронцима Медведнице, изнад села Горњи Стењевец, недалеко од Загреба, на надморској висини од 320 m. Заштићена је као геоморфолошки споменик природе од 1979. године. Име је добила по ветру, који настаје као последица разлике у температури ваздуха, јер је константна температура у пећини око 10°C.
Палеолитским ловцима је служила као склониште или боравиште. У пећини су пронађени камено оруђе и оружје, као и остаци огњишта човекових предака који су били савременици крапинског прачовека. Старост остатака је датирана на око 40.000 година. У млађим слојевима из неолита и бронзаног доба је уз остатке украса, земљаних посуда и керамике пронађено и неколико добро очуваних лобања врсте Homo sapiens sapiens.

## Археолошка ископавања
Археолошка ископавања започета су 1951. године и трајала су до 1971. и вршио их је академик Мирко Малез. На основу Ц14 методе утврђена је апсолутна старост од око 43200 година, што је датује у период старијег мустеријена. Остаци фауне из дубљих слојева потичу из палеолита. У слоју х откривена је калота која припада носиоцу културе примитивног мустеријена. Откривена су и огњишта, камени одбици и језгра. Налази у бочним стенама доводе до претпоставке о постојању »култа пећинског медведа«. Камена индустрија је слична оној откривеној у Крапини и Виндији.